# 弗朗克冰原島峰
71°32′S 72°23′W / 71.533°S 72.383°W
弗朗克冰原島峰（英語：Franck Nunataks）是南極洲的冰原島峰，位於亞歷山大一世島西南部，根據美國探險隊的空中照片被繪入地圖，現時由南極條約體系管理。